# 岡﨑克哉
- 岡崎克哉

岡﨑 克哉（おかざき かつや、1971年10月12日 - ）は、日本で活動するミュージカル俳優および元小学校教員である。岡山県岡山市出身。株式会社アンカット所属。

## 来歴
岡山県立西大寺高等学校卒業後は岡山大学教育学部小学校教員養成課程に進学し、小学校教員を志望していた。在学中はグリークラブに所属し、歌の他にダンスにも熱中していた。大学卒業後は志望通り小学校教員となり、県内の小学校へ赴任され教師として活動していた。同時に舞台出演もしており、31歳だった2003年に劇団四季随時オーディションに合格し、教員を退職して劇団四季へ入団しミュージカル俳優に転身した。以降ファミリーミュージカルを中心に数多くの作品に出演していた。2023年3月5日に上演されたバケモノの子のアンサンブル5枠役を最後に20年在籍した劇団四季を退団し、株式会社アンカットへ移籍した。

## 主な出演作品
- 桃次郎の冒険（紙芝居屋）
- ライオンキング（ザズ）
- エルコスの祈り（ストーン博士）
- 魔法をすてたマジョリン（オカシラス）
- 王様の耳はロバの耳（将軍ボイルドエッグ）
- むかしむかしゾウがきた（与作、家老）
- リトル・マーメイド（グリムスビー）
- ガンバの大冒険（ツブリ、忠太の父）
- アンデルセン（校長）
- 美女と野獣（アンサンブル）
- バケモノの子（アンサンブル5枠）

### ドラマ
- 相続探偵 第2話（2025年2月1日、日本テレビ） - 中谷耕 役[1]
- 藤子・F・不二雄 SF短編ドラマ シーズン3「みどりの守り神」（2025年3月26日、NHK BSプレミアム4K）[2]